# Niger op de Olympische Zomerspelen 2020
Niger nam deel aan de Olympische Zomerspelen 2020 in Tokio, Japan. Er deden zeven sporters, in vier verschillende onderdelen, mee. Er werden geen medailles gewonnen.

## Atleten
Hieronder volgt een overzicht van de atleten die zich kwalificeerden voor deelname aan de Olympische Zomerspelen 2020.
| sport     | vrouwen | mannen | totaal |
| --------- | ------- | ------ | ------ |
| Atletiek  | 1       | 1      | 2      |
| Judo      | 0       | 1      | 1      |
| Taekwondo | 1       | 1      | 2      |
| Zwemmen   | 1       | 1      | 2      |
| totaal    | 3       | 4      | 7      |

## Sporten

### Atletiek
Mannen
Loopnummers
| atlete             | onderdeel | series | series | kwartfinale    | kwartfinale    | halve finale   | halve finale   | finale         | finale         |
| atlete             | onderdeel | tijd   | rang   | tijd           | rang           | tijd           | rang           | tijd           | rang           |
| ------------------ | --------- | ------ | ------ | -------------- | -------------- | -------------- | -------------- | -------------- | -------------- |
| Badamassi Saguirou | 100 m     | 10,87  | 7      | niet geplaatst | niet geplaatst | niet geplaatst | niet geplaatst | niet geplaatst | niet geplaatst |

Vrouwen
Loopnummers
| atlete         | onderdeel | series | series | kwartfinale | kwartfinale | halve finale | halve finale | finale         | finale         |
| atlete         | onderdeel | tijd   | rang   | tijd        | rang        | tijd         | rang         | tijd           | rang           |
| -------------- | --------- | ------ | ------ | ----------- | ----------- | ------------ | ------------ | -------------- | -------------- |
| Aminatou Seyni | 200 m     | 22,72  | 3 Q    | n.v.t.      | n.v.t.      | 22,54 NR     | 5            | niet geplaatst | niet geplaatst |

### Judo
Mannen
| atleet           | onderdeel | eerste ronde         | tweede ronde         | derde ronde          | kwartfinale          | halve finale         | herkansing           | finale / BM          | finale / BM    |
| atleet           | onderdeel | tegenstander uitslag | tegenstander uitslag | tegenstander uitslag | tegenstander uitslag | tegenstander uitslag | tegenstander uitslag | tegenstander uitslag | rang           |
| ---------------- | --------- | -------------------- | -------------------- | -------------------- | -------------------- | -------------------- | -------------------- | -------------------- | -------------- |
| Ismael Alhassane | −66 kg    | n.v.t.               | Le Blouch V 00–10    | niet geplaatst       | niet geplaatst       | niet geplaatst       | niet geplaatst       | niet geplaatst       | niet geplaatst |

### Taekwondo
Mannen
| atleet                | onderdeel | eerste ronde         | tweede ronde         | kwartfinale          | halve finale         | herkansing           | finale / BM          | finale / BM    |
| atleet                | onderdeel | tegenstander uitslag | tegenstander uitslag | tegenstander uitslag | tegenstander uitslag | tegenstander uitslag | tegenstander uitslag | rang           |
| --------------------- | --------- | -------------------- | -------------------- | -------------------- | -------------------- | -------------------- | -------------------- | -------------- |
| Abdoul Razak Issoufou | +80 kg    | n.v.t                | Gbané V 9-15         | niet geplaatst       | niet geplaatst       | niet geplaatst       | niet geplaatst       | niet geplaatst |

Vrouwen
| atlete              | onderdeel | eerste ronde         | tweede ronde         | kwartfinale          | halve finale         | herkansing           | finale / BM          | finale / BM |
| atlete              | onderdeel | tegenstander uitslag | tegenstander uitslag | tegenstander uitslag | tegenstander uitslag | tegenstander uitslag | tegenstander uitslag | rang        |
| ------------------- | --------- | -------------------- | -------------------- | -------------------- | -------------------- | -------------------- | -------------------- | ----------- |
| Tekiath Ben Yessouf | -57 kg    | bye                  | Hamada W 11-6        | Minina V 10-15       | niet geplaatst       | Tzeli W 2-0          | Lo C-l V 6-10        | 5           |

### Zwemmen
Mannen
| atleet          | onderdeel       | series | series | halve finale   | halve finale   | finale         | finale         |
| atleet          | onderdeel       | tijd   | rang   | tijd           | rang           | tijd           | rang           |
| --------------- | --------------- | ------ | ------ | -------------- | -------------- | -------------- | -------------- |
| Alassane Seydou | 50 m vrije slag | 24,75  | 50     | niet geplaatst | niet geplaatst | niet geplaatst | niet geplaatst |

Vrouwen
| atleet          | onderdeel       | series | series | halve finale   | halve finale   | finale         | finale         |
| atleet          | onderdeel       | tijd   | rang   | tijd           | rang           | tijd           | rang           |
| --------------- | --------------- | ------ | ------ | -------------- | -------------- | -------------- | -------------- |
| Alassane Seydou | 50 m vrije slag | 32,21  | 76     | niet geplaatst | niet geplaatst | niet geplaatst | niet geplaatst |